# تالنیکووی (آستراخان)
تالنیکووی (به لاتین: Talnikovy) یک منطقهٔ مسکونی در روسیه است که در استان آستراخان واقع شده‌است.